# Pleurobrachia pigmentata
Pleurobrachia pigmentata är en kammanetart som beskrevs av Moser 1903. Pleurobrachia pigmentata ingår i släktet Pleurobrachia och familjen Pleurobrachiidae. Inga underarter finns listade i Catalogue of Life.